# تل أباد (كتشو)
تل أباد (بالفارسية: تل‌آباد) هي قرية تقع في إيران في قسم کتشو الريفي. يقدر عدد سكانها بـ 18 نسمة .